# Atabeg
Atabeg (turecky Atabey) byl turecký šlechtický titul, udělovaný správcům vzdálenějších provincií. Zmínka o užívání titulu atabeg se poprvé objevila u seldžuckých Turků.

## Původ a význam
Slovo Atabeg je tureckého původu a znamená staršina. Pokud turecký vládce zemřel a zanechal nezletilého dědice, bylo praxí jmenovat poručníka, aby mladého prince ochraňoval. Tito poručníci se často ženili s ovdovělými královnami, čímž se z poručníka stal otec.
Titul atabega byl běžný v zemích se seldžuckou vládou. Na Blízkém východě se rozšířil ve 12. století. Používal se také v Mezopotámii. Obdobou titulu atabeg u tureckých kmenů v Persii byl Khan.
Titul atabega také nosili někteří úředníci ve fátimovském Egyptě. Někteří z nich si před rozpadem fátimovského chalífátu a jeho začleněním do seldžuckého impréria přisvojili titul Sultána. Po skončení turecké vlády v Egyptě se titul atabeg používal jen občas.
Ázerbájdžánská dynastie Ildenizů uvedla do praxe titul Atabeg-e-Azam (Veliký atabeg), čímž dávali najevo svou moc a nezávislost na seldžuckých sultánech.
Perští šáhové příležitostně používali alternativu titulu Atabeg-e-Azam – Vazir-e-Azam (Nejvyšší vezír).

## Atabegské dynastie
Čtyři nejvýznamnější atabegské dynastie byly:
- Atabegové v Mezopotámii, které založil Zengi, křižáky nazývány Sanguin. Jeho nástupci vládli až do roku 1218
- Atabegové ve Fars, kteří vládli v Persii v letech 1148 až do 60. let 13. století kdy byli svrženi Hulagu Khanem.
- Atabegové v Ázerbájdžánu, vládli v letech 1169–1225
- Atabegové v Luristanu

### Blízký východ
Počátkem 12. století se atabegové zformovali do mnoha dynastií, které byly rozesety po celém seldžuckém panství. Tyto dynastie byli zakládány stále více se emancipujícími Mamlúky, kteří drželi vysoké úřady pod vládou seldžuckých emírů. Když emírové umírali, Mamlúci se poprvé stali místokráli a poručníky za emírovi právoplatné potomky, čímž v praxi uzurpli moc z rukou svých pánů. Takto se dostal k moci a založil dynastii atabegů (1103–1128) v Damašku atabeg Tughtigin.
Městu Mosul vládli atabegové z rodu Aksunkur a Zengi. Roku 1128 se Zengi stal jediným vládcem Mosulu a krátce na to se prohlásil pánem celé severní Mezopotámie a Sýrie.
Severní části Luristanu, dříve známá jako Lurikuchik (malý Luristan) vládli nezávislí atabegové z rodu Khurshidi až do počátku 17. století, kdy poslední atabeg Shah Verdi Khan byl odstraněn perským šáhem Abbasem I. a vládu v zemi předal Husainu Khanovi, vůdci proti němu rebelského kmene. Nicméně namísto titulu atabeg byl Husainovi dán guvernérský titul Wali, který dále nosili Husainovi následovníci. Jižní část Luristanu, Velký Luristan byl nezávislý stát pod vládou rodu Fazleviehů v letech 1160–1424. Hlavní město byl Idaj, z něhož dnes zbyly jen ruiny.

### Kavkaz
Shams al-Din Eldiguz (1137–1175), Veliký atabeg tureckého sultána z Bagdádu, v Ázerbájdžánu a severozápadní části Íránu založil vlastní nezávislý stát a dynastii, které trvali až do roku 1225. Titul atabega byl ve středověku znám i v křesťanské Gruzii, kde se však jednalo o dvorskou hodnost, byl to správce dvora a vychovatel dětí královské rodiny. I zde ale docházelo k případům, že se stal atabeg regentem nezletilého krále.